# Хуторское сельское поселение (Челябинская область)
Ху́торское се́льское поселе́ние — муниципальное образование в Увельском районе Челябинской области Российской Федерации. В рамках административно-территориального устройства муниципальное образование  соответствует административно-территориальной единице Хуторский сельсовет.
Административный центр — село Хуторка.

## География
Хуторское сельское поселение расположено в южной части Увельского муниципального района. Общая площадь Хуторского сельского поселения составляет 371 тыс. кв.км. Поселение граничит на юго-западе с Половинским сельским поселением, на северо-востоке с Рождественским сельским поселением, севернее с Хомутининским сельским поселением, на северо-западе с п.Увельский, на юге с Троицким районом.
Расстояние от центра поселения до районного центра посёлка Увельский — 23 км.
На территории сельского поселения находится множество озер. Среди них: Епихино, Песчаное, Дорино, Черное, Маринчево, Гагарье.

## История
Статус и границы сельского поселения установлены Законом Челябинской области от 17 сентября 2004 года № 277-ЗО «О статусе и границах Увельского муниципального района и сельских поселений в его составе».

## Население
| 2002  | 2010  | 2011  | 2012  | 2013  | 2014  | 2015  |
| ----- | ----- | ----- | ----- | ----- | ----- | ----- |
| 1783  | ↘1781 | →1781 | ↘1745 | ↘1690 | ↘1656 | ↘1651 |
| 2016  | 2017  | 2018  | 2019  | 2020  | 2021  |       |
| ↘1645 | ↘1614 | ↗1617 | ↘1606 | ↘1588 | ↗1642 |       |

## Состав сельского поселения
| № | Населённый пункт | Тип населённого пункта       | Население |
| - | ---------------- | ---------------------------- | --------- |
| 1 | Вялково          | деревня                      | ↘64       |
| 2 | Гагарье          | деревня                      | ↘44       |
| 3 | Марково          | деревня                      | ↘61       |
| 4 | Нехаево          | деревня                      | ↘40       |
| 5 | Песчаное         | село                         | ↘798      |
| 6 | Хуторка          | село, административный центр | ↗774      |

## Предприятия
В настоящее время в поселении функционируют следующие учреждения социальной сферы:
- дошкольных учреждений - 1;
- полных средних школ - 1;
- основных - 1;
- врачебная амбулатория - 1
- домов культуры и сельских клубов -1;
- библиотек - 2;
- ФАП-1
- жилищно-коммунальное хозяйство - 1
- пост пожарной охраны

На территории сельского поселения имеется 3 сельхозпредприятия, 4 крестьянских фермерских хозяйств, 710 личных подсобных хозяйств.
Значимые предприятия Хуторского сельского поселения: ЗАО «Уралбройлер», ООО «Песчаное», ООО «Кировское».
Сельхозпредприятия, КФХ , ЛПХ поселения производят зерновые культуры ( пшеницу, ячмень, рожь) , занимаются свиноводством , разведением крупного рогатого скота на молоко и мясо. 